# Sirt-Smolenka
Sirt-Smolenka (en rus: Сырт-Смоленка) és un poble (un possiólok) de l'óblast de Saràtov, a Rússia, segons el cens del 2010 tenia 154 habitants. Pertany al districte municipal de Mokroús.